# Austeria sławkowska
Austeria sławkowska – zabytkowa XVIII-wieczna karczma w Sławkowie. Austeria znajduje się na Szlaku Architektury Drewnianej województwa śląskiego.

## Architektura

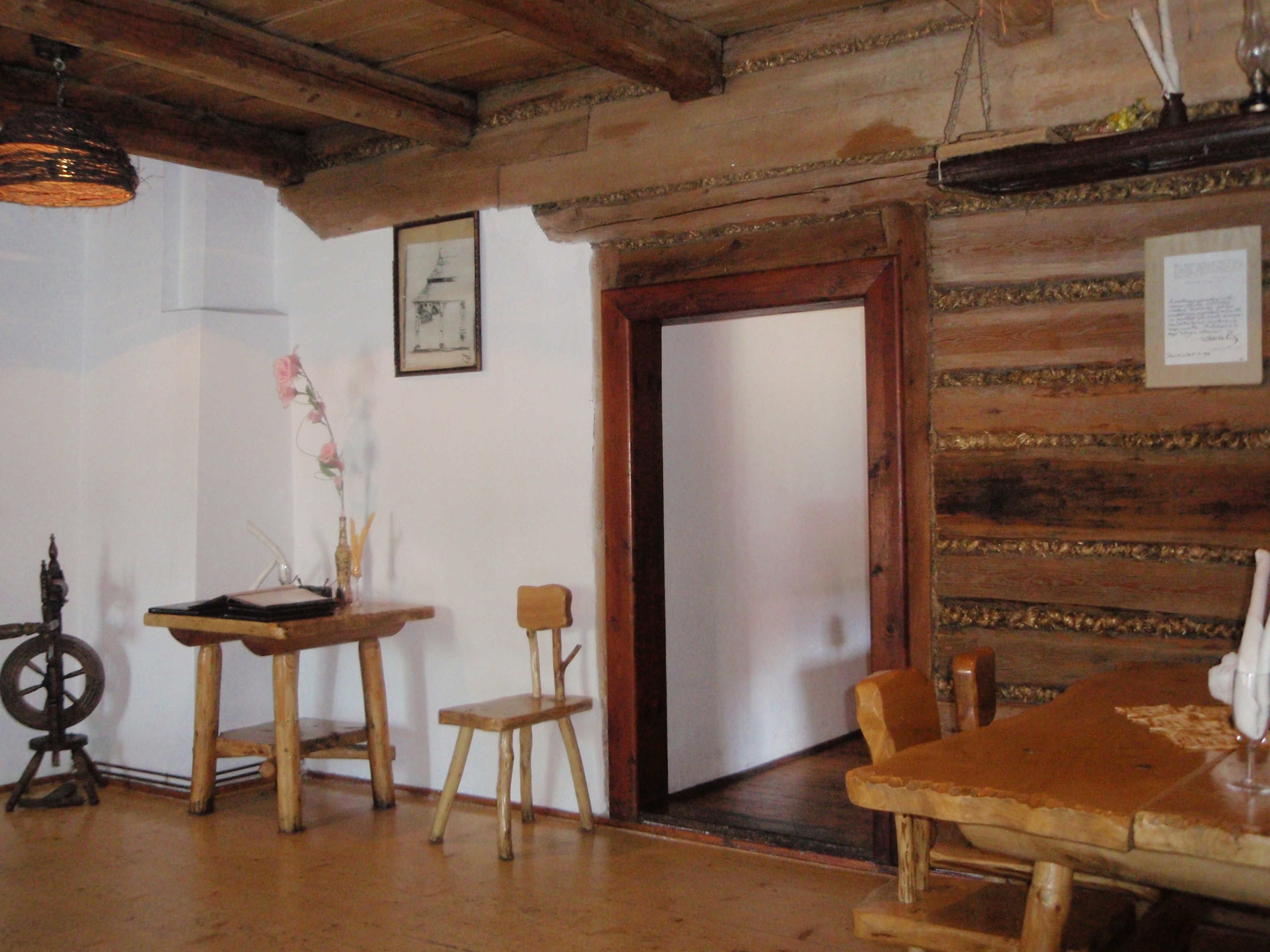
Wnętrze (2010)

Sławkowska austeria stanowi założony na planie litery T budynek o powierzchni 380 m², ustawiony szerokofrontowo do Rynku, bokiem przylegający do ul. Mały Rynek. Budynek jest drewniany, konstrukcji zrębowej, parterowy, wzniesiony na niskim podmurowaniu. Ściany w przeszłości były bielone. Elewacja frontowa (od strony Rynku) pięcioosiowa. Po dwie osie z każdej strony zajmowały pomieszczenia karczemne. Lewa część jest nieznacznie szersza od prawej, do niej też (od tyłu) dostawiono w przeszłości dodatkowe pomieszczenie murowane.
Obie części karczmy rozdzielone są szeroką bramą i sienią przejazdową, prowadzącą do tylnej części budynku, w której znajdował się stan (wozownia i stajnia). Posadzkę sieni oraz połączonego z nią stanu wyprofilowano tak, by posiadała spady od środka w kierunku frontu i tyłu budynku, co zapobiegało zalewaniu izb i umożliwiało odprowadzanie ścieków ze stajni. W tylnej ścianie stanu znajduje się druga brama, umożliwiająca w przeszłości bezkolizyjny wyjazd wozów. Pomieszczenia obu części karczemnych dostępne są od sieni przejazdowej. W obu częściach, przy ścianach sieni, istniały w przeszłości paleniska (piece), z których dym odprowadzały dwa symetrycznie usytuowane kominy.
Frontowa część budynku (wraz z pomieszczeniem murowanym) przykryta jest polskim dachem łamanym pokrytym gontem i wspartym od strony frontowej na sześciu okrągłych, kamiennych kolumnach, tworzących głębokie podcienie. Stan przykryty jest dachem dwuspadowym z wydatnym przyczółkiem od strony tylnej (w typie dachu półszczytowego).

## Historia
Dziś trudno ustalić, od kiedy na tym miejscu znajdowała się karczma. Badania archeologiczne wykazały, że fragmenty fundamentów budynku pochodzą z okresu lokacji miasta, z XIII w. Trudno jednak powiedzieć czy już wtedy służył on jako budynek karczemny. Wiadomo natomiast, że w czasie swego pobytu w Sławkowie 27–29 sierpnia 1697 r., ucztował w austerii król August II Mocny. Miał on też tutaj na oczach zgromadzonych gości złamać gołymi rękami srebrny kubek. Budynek otrzymał swój obecny wygląd w XVIII w. Na belce stropowej karczmy widnieje data odczytywana przez jednych jako rok 1701, przez innych jako 1781, choć pierwsza z nich wydaje się bardziej prawdopodobna. Odnosi się ona zapewne nie do powstania karczmy, lecz do jej remontu. Od tamtego czasu austeria sławkowska przetrwała z niewielkimi zmianami do dzisiaj.
Karczma była własnością miasta. W XIX w. jej dzierżawa stanowiła główny składnik miejskich dochodów. Jednakże z powodu złego stanu technicznego władze miejskie podjęły w 1862 r. decyzję o jej rozbiórce oraz o sprzedaży albo wydzierżawieniu placu. Austeria sławkowska uratowana została dzięki podpisaniu przez magistrat umowy przedwstępnej z jej dotychczasowym dzierżawcą Rubinem Glajtmanem z Olkusza, który zobowiązał się do wyremontowania budowli pod warunkiem zawarcia z nim 20-letniej umowy na dzierżawę. Rozpisanego na austerię przetargu Glajtman co prawda nie wygrał, lecz na podobnych warunkach ostateczną umowę dzierżawy podpisało dwóch występujących wspólnie mieszkańców Olkusza: Izrael Blumenfelt i Salomon Frydman. Tym samym upadła ostatecznie koncepcja rozbiórki austerii i wydzierżawienia placu po niej Janowi Lesserowi – właścicielowi innego szynku przy Rynku, który zgłosił chęć wybudowania na jej miejscu murowanego zajazdu z pokojami gościnnymi.
Austeria dzierżawiona była przez miasto do 1939 r. W czasie okupacji urządzono w niej „Dom Niemiecki” (Deutsches Haus). W latach 1969–1987 mieściło się tu muzeum miejskie. Od 1992 r. użytkowana częściowo, a od 2003 w całości jako restauracja.